# Bawu (Batealit)
Bawu is een bestuurslaag in het regentschap Jepara van de provincie Midden-Java, Indonesië. Bawu telt 13.423 inwoners (volkstelling 2010).